# Kajakarstwo na Letnich Igrzyskach Olimpijskich 1956 – K-2 10 000 m mężczyźni
Zawody w kajakarstwie klasycznym (K2) na dystansie 10000 m mężczyzn na Letnich Igrzyskach Olimpijskich 1956 zostały rozegrane 30 listopada 1956 r. W zawodach wzięło udział 24 zawodników z 12 państw. Zawody składały się wyłącznie z finału.

## Rezultaty

### Finał
| Poz. | Zawodnik                             | Reprezentacja     | Czas    |
| ---- | ------------------------------------ | ----------------- | ------- |
| 1.   | János Urányi László Fábián           | Węgry             | 43:37,0 |
| 2.   | Fritz Briel Theodor Kleine           | Niemcy            | 43:40,6 |
| 3.   | Dennis Green Walter Brown            | Australia         | 43:43,2 |
| 4.   | Hans Wetterström Carl Sundin         | Szwecja           | 44:06,7 |
| 5.   | Jewgienij Jacinienko Siergiej Klimow | ZSRR              | 45:49,3 |
| 6.   | Miroslav Jemelka Rudolf Klabouch     | Czechosłowacja    | 46:13,1 |
| 7.   | Yrjö Hietanen Simo Kuismanen         | Finlandia         | 46:40,4 |
| 8.   | Brian Bullivant Raymond Blick        | Wielka Brytania   | 47:03,7 |
| 9.   | Maurice Graffen Michel Meyer         | Francja           | 47:12,8 |
| 10.  | Jerzy Górski Stefan Kapłaniak        | Polska            | 47:21,5 |
| 11.  | Alfred Schmidtberger Hermann Salzner | Austria           | 49:03,7 |
| 12.  | Edward Houston Kenneth Wilson        | Stany Zjednoczone | 51:25,8 |